# Renard IV de Joigny
Renard IV de Joigny ou Renaud IV de Joigny (né vers 1120/1130, † vers 1179) est comte de Joigny, en Champagne. Il est probablement le fils de Renard III de Joigny, Comte de Joigny, et d'Alix de Blois, fille d'Étienne II de Blois et d'Adèle d'Angleterre (il est également possible que sa mère soit Wandalmode de Beaujeu).

## Biographie
En 1147, il accompagne le roi Louis le Jeune à la deuxième Croisade avec son oncle Gui de Joigny. Il est de retour à Joigny vers 1150.
Il devient comte de Joigny à la mort de son père vers 1154.
En 1161, à la mort du comte de Nevers Guillaume III, il se ligue avec Étienne Ier , comte de Sancerre, contre Guillaume IV de Nevers et dévastent le comté de Nevers avant d'être battus le 17 avril 1165.
Probablement après cette bataille, il épouse néanmoins la sœur de Guillaume IV de Nevers : Adélaïde de Nevers.
À sa mort en 1179 au plus tard, il est inhumé au prieuré de Joigny (un 21 avril selon le nécrologe de ce prieuré).

## Mariage et enfants
Il épouse Adélaïde de Nevers, fille de Guillaume III de Nevers, comte de Nevers, d'Auxerre et de Tonnerre, et d'Ide de Sponheim (fille d'Engelbert de Sponheim, duc de Carinthie, et d'Uta de Passau) dont il a quatre enfants connus :
- Guillaume Ier de Joigny, qui succède à son père ;
- Gaucher de Joigny, seigneur de Chateau-Renard ;
- Agnès de Joigny, qui épouse d'abord Simon de Broyes, seigneur de Beaufort, dont elle a une fille (Félicité de Broyes), puis en secondes noces Henri d'Arzillières ;
- Hélisende de Joigny, qui épouse 1° Jean de Montréal, seigneur d'Arcis-sur-Aube, dont elle a trois enfants (Jean d'Arcis-sur-Aube, Anséric d'Arcis-sur-Aube et Gui d'Arcis-sur-Aube), puis en secondes noces Milon du Puiset, comte de Bar-sur-Seine, dont elle a trois enfants (Hugues du Puiset, Gaucher du Puiset, et une fille qui serait devenue religieuse à l'abbaye du Paraclet. Certains historiens du XIXe siècle ont mentionné Guillaume de Chartres, quatorzième maître de l'Ordre du Temple comme étant son fils mais c'est probablement une erreur.

## Sources
- Marie Henry d'Arbois de Jubainville, Histoire des Ducs et Comtes de Champagne, 1865.
- l'abbé Carlier, Notice sur les comtes de Joigny, 1862.
- Ambroise Challe, Histoire de la ville et du comté de Joigny, 1882.